# Buxières-d’Aillac
Buxières-d’Aillac ist eine französische Gemeinde mit 243 Einwohnern (Stand: 1. Januar 2022) im Département Indre in der Region Centre-Val de Loire; sie gehört zum Arrondissement La Châtre und zum Kanton Neuvy-Saint-Sépulchre (bis 2015: Kanton Ardentes). Die Einwohner werden Buxiérois genannt.

## Geographie
Buxières-d’Aillac liegt etwa 19 Kilometer südsüdöstlich von Châteauroux am Fluss Auzon. Umgeben wird Buxières-d’Aillac von den Nachbargemeinden Jeu-les-Bois im Norden und Nordosten, Lys-Saint-Georges im Osten, Neuvy-Saint-Sépulchre im Südosten, Gournay im Süden, Bouesse im Westen und Südwesten sowie Arthon im Nordwesten.

## Bevölkerungsentwicklung
| Jahr                      | 1962 | 1968 | 1975 | 1982 | 1990 | 1999 | 2006 | 2013 |
| Einwohner                 | 313  | 273  | 223  | 217  | 246  | 217  | 212  | 246  |
| Quelle: Cassini und INSEE |      |      |      |      |      |      |      |      |

## Sehenswürdigkeiten

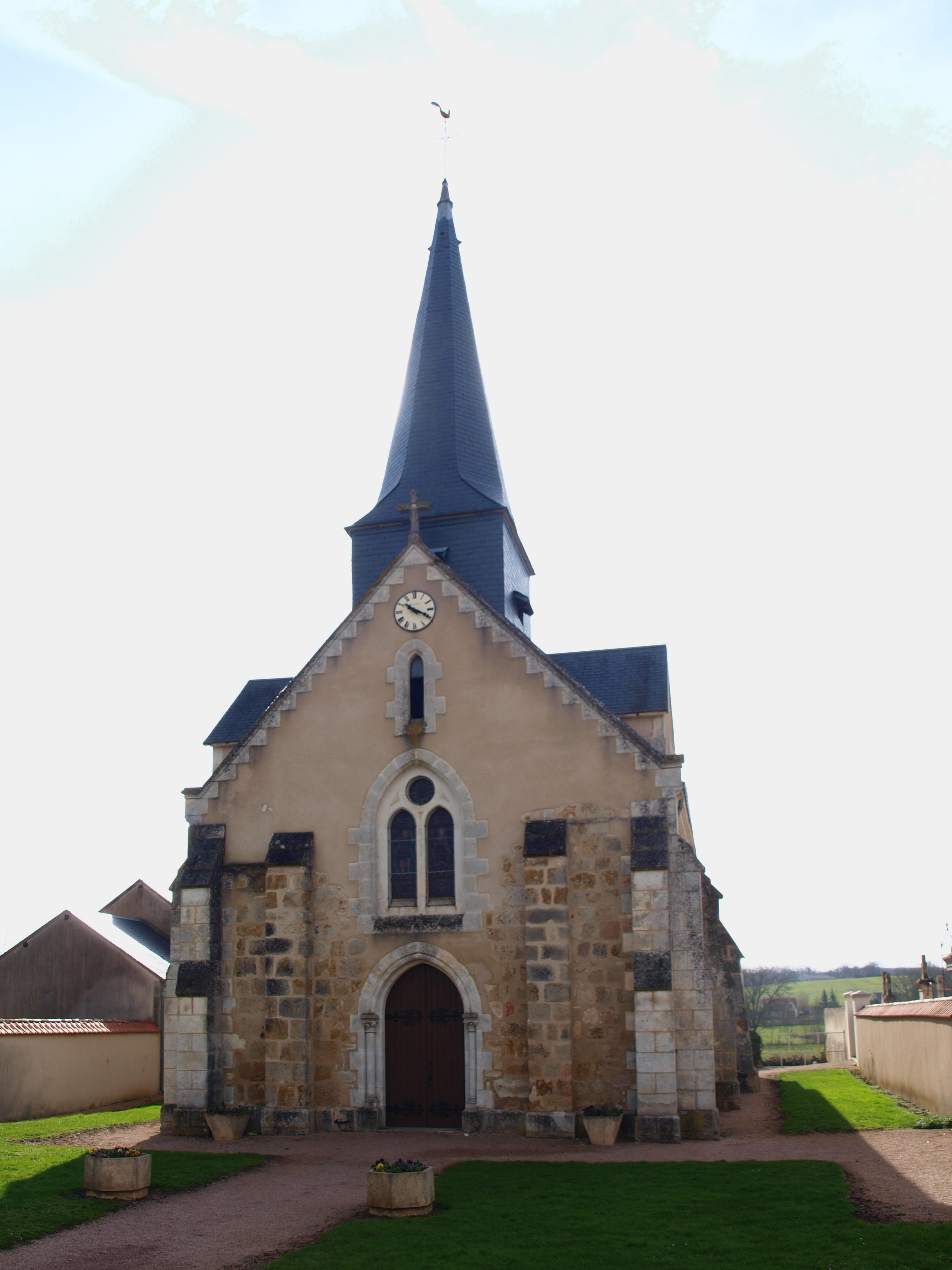
Kirche Saint-Germain

- Kirche Saint-Germain